# Айыртас
Айыртас (каз. Айыртас) — село в Актогайском районе Карагандинской области Казахстана. Административный центр Айыртасского сельского округа. Находится примерно в 140 км к востоку-юго-востоку (ESE) от села Актогай, административного центра района. Код КАТО — 353633100.

## Население
В 1999 году численность населения села составляла 671 человека (346 мужчин и 325 женщин). По данным переписи 2009 года, в селе проживал 381 человек (211 мужчин и 170 женщин).